# Gyürki István
Gyürki István (Apátfalva, 1947. szeptember 30. – Solymár, 2024. október 14.) magyar színész.

## Életpályája
Apátfalván született, 1947. szeptember 30-án. Színészi pályáját a kecskeméti Katona József Színházban kezdte 1969-ben. 1970-től egy-egy évadra Szegedre, Kecskemétre, illetve a szolnoki Szigligeti Színházhoz szerződött. 1973-tól a Szegedi Nemzeti Színház, 1982-től egyik alapító tagként a zalaegerszegi Hevesi Sándor Színház művésze volt. 1984-től a Népszínház, 1991-től a Budapesti Kamaraszínház tagja volt. 1992-től szabadfoglalkozású színművészként dolgozott. Vendégművészként szerepelt többek között a Nemzeti Színház, a Soproni Petőfi Színház, és a Pesti Magyar Színház produkcióiban. 2013-tól az Újszínházban játszott.
2020-ban Magyar Arany Érdemkereszt kitüntetésben részesült.

## Magánélete
Felesége Szabó Zsuzsa színésznő volt. Gyermekei: András (1977), és Gergely (1993).

## Fontosabb színházi szerepei
- William Shakespeare: Julius Caesar... Metellus Cimber
- William Shakespeare: Rómeó és Júlia... Capulet
- William Shakespeare: Hamlet... Második sírásó
- Anton Pavlovics Csehov: Háztűznéző... Sztyepan, Podkoljoszin szolgája
- Valentyin Petrovics Katajev: A kör négyszögesítése... Iván
- Makszim Gorkij: Zikovék... Hewern, Zikov üzlettársa
- Carlo Collodi: Pinokkió... Pinokkió
- Lope de Vega: A kertész kutyája... Fabio
- Carlo Gozzi: Turandot... Altoum, kínai császár; Timur,  Asztrakán királya, Kalaf apja; Tartaglia
- Arthur Miller: Pillantás a hídról... Louis; Mike
- Arthur Miller: A salemi boszorkányok... Ezekiel Cheever, bírósági jegyző
- Georges Feydeau: Bolha a fülbe... Rugby; doktor Finache
- Massimo Dursi: Utazás Párizsba... Barru gróf, a nagybácsi
- Ernst Steffen - Paul Knetter: Gasparone... Lakáj
- Vörösmarty Mihály: Csongor és Tünde... Tudós
- Szigligeti Ede: Liliomfi... Gyuri, pincér
- Madách Imre: Az ember tragédiája... Rabszolga; Második a népből; Sans-culotte; Első munkás; Luther
- Katona József: Bánk bán... Simon bán
- Szép Ernő: Május... Rendőr
- Szép Ernő: Patika... Ignácz
- Bródy Sándor: A tanítónő... Törvénybíró
- Tersánszky Józsi Jenő: A kegyelmesasszony portréja... Tötyök bácsi; Hordár
- Szerb Antal: Ex (VII. Olivér)... Ribeira; Oblongue
- Németh László: Bodnárné... Őrmester
- Csurka István: Döglött aknák... Ápoló
- Csurka István: Házmestersirató... Rudi
- Csurka István: Az idő vasfoga... Részeg
- Csurka István: Ki lesz a bálanya?... Fény
- Urbán Ernő: Uborkafa... Sólyom Aladár
- Babay József: Három szegény szabólegény... Cérna Aladár
- Falussy Lilla: Ricse, Ricse, Beatrice... Rendőr
- Illyés Gyula: Kegyenc... Szolga Maximusnál
- Richard Strauss: A rózsalovag... Leopold
- Johann Strauss: A cigánybáró... Mihály
- Huszka Jenő: Mária főhadnagy... Vörös
- Kálmán Imre: Marica grófnő... Rezeda, tanító
- Franz von Schönthan - Paul von Schönthan - Kellér Dezső – Horváth Jenő – Szenes Iván: A szabin nők elrablása... Korpásy
- Csemer Géza - Szakcsi Lakatos Béla: Piros karaván... Kovács

## Filmek, tv
- Szép maszkok (sorozat)

- A helyettes, avagy méltatlanul elfeledett első magyar pokoljáró históriája című rész (1974)
- Makra (1974)
- Az idők kezdetén (1975)
- 80 huszár (1980)
- Három szabólegények (1982)
- Zikovék (színházi előadás tv-felvétele, 1982)
- Örökkön-örökké (1984)
- A varázsló álma (1987)
- A halálraítélt (1990)
- Franka cirkusz (1990)
- Angyalbőrben (sorozat)

- Borcsata című rész (1990)
- Nem válok el (1992)
- Privát kopó (sorozat)

- Az egyszer-volt gyilkosságok című rész (1993)
- Zsarolni veszélyes című rész (1993)
- Indián tél (1993)
- Pá Drágám (1994)
- Az asszony (1995)
- Família Kft. (sorozat)

- New Silver Lake című rész (1996)... Vendég
- A rossz orvos (1996)
- Balekok és banditák (1997)
- Ábel Amerikában (1998)
- Szomszédok (sorozat 1989, 1994–1999)

- 62. rész (1989) ... Fogadós
- 176. rész (1994) ... Postás
- 208. rész (1995) ... Postás
- 276. rész (1997) ... Postás
- 314. rész (1999) ... Postás
- Egyszer élünk (2000)
- A titkos háború (2002)
- Könyveskép (sorozat)

- A pince című rész (2007)... Öreg
- Tűzvonalban (sorozat, 2007)

- Velem vagy ellenem című rész (2007) ... Pityu
- …a szomszéd tehene (sorozat, 2024)

- 37. rész ... Ruhatisztító

## Díjai, elismerései
- Szocialista kultúráért (1986)[5]
- Magyar Arany Érdemkereszt (2020)